# 个人电脑

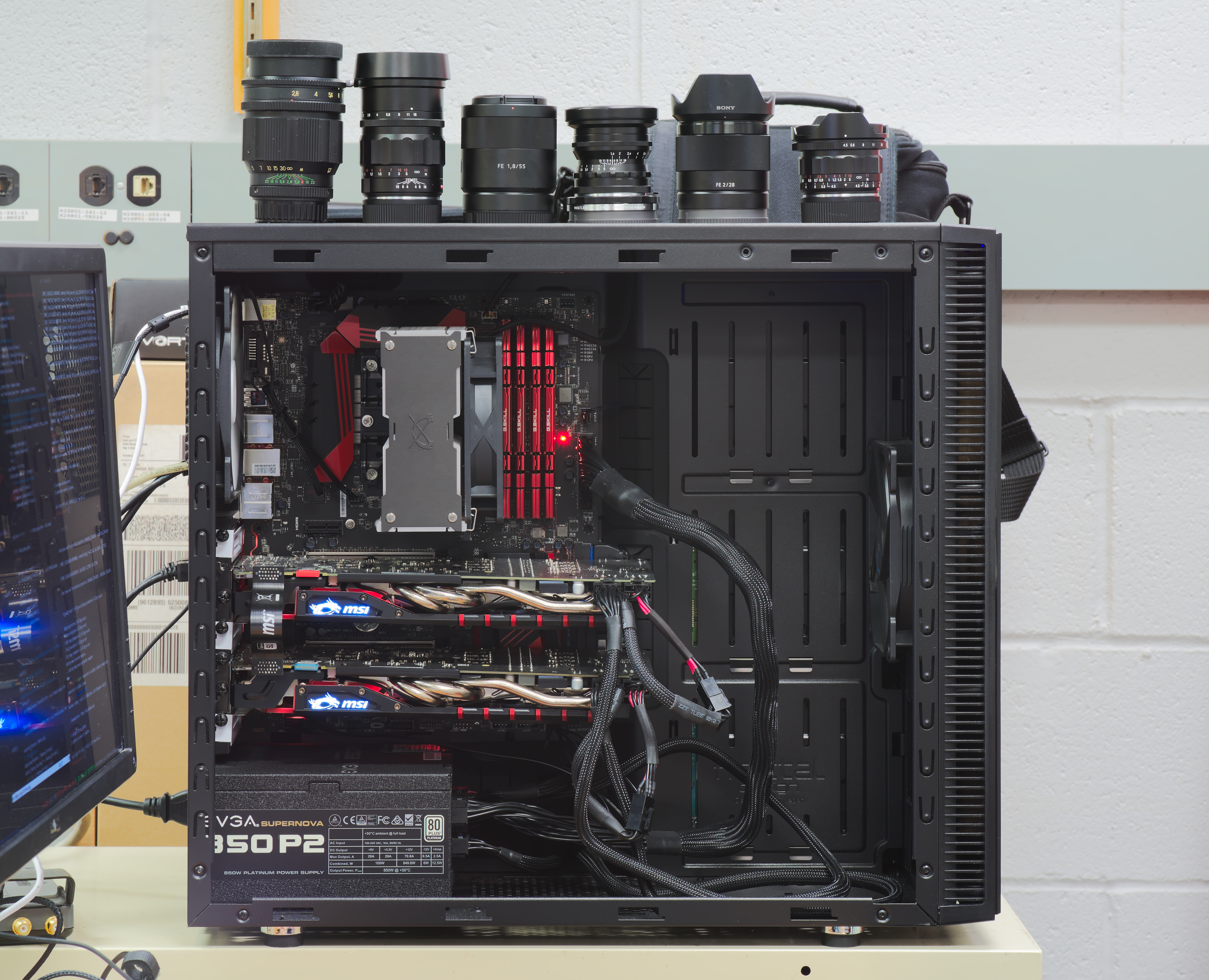
一台2017年的桌上型個人電腦主機內部，採用 Intel i7 6700K處理器，硬盤容量也高達3TB。上有並聯的兩塊顯示卡，大幅增強遊戲性能

個人電腦（英語：personal computer），通称電腦，是在大小、性能以及價位等多個方面適合于個人使用，并由最终用户直接操控的計算機的統稱。它与批处理计算机或分时系统等一般同时由多人操控的大型计算机相对。从桌上型電腦（或稱台式電腦、桌面电脑）、笔记本电脑到小型筆記型電腦和平板電腦、智慧型手機及等都属于个人電腦的範圍。

## 歷史

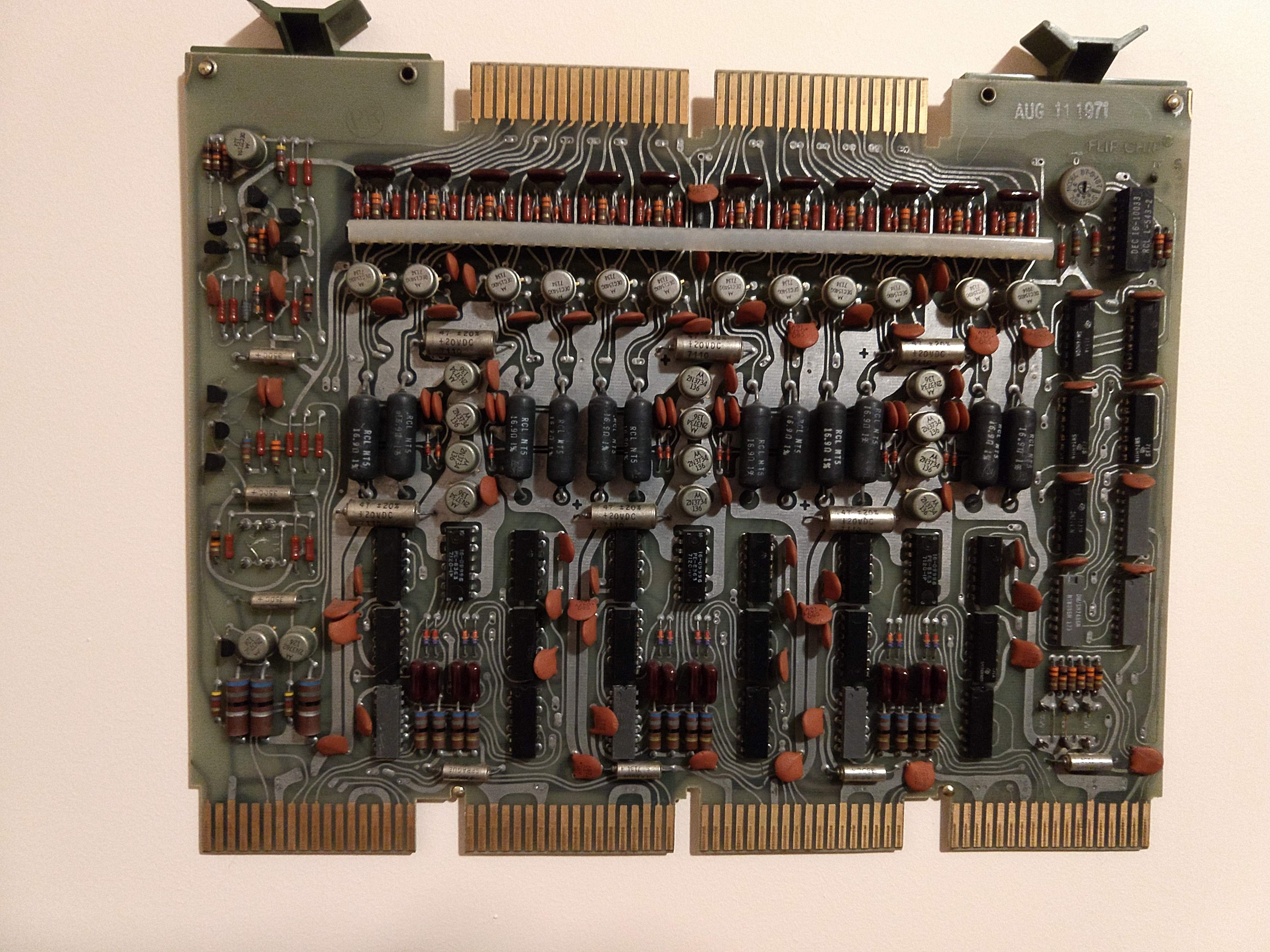
PDP-8其中一片記憶體板，在沒有積體電路微處理器的年代，整台電腦以電晶體構成，但已經看出現代PC的零件雛形

1962年11月3日《紐約時報》在相關報導中首次使用“個人電腦”一詞。
迪吉多公司1965年的PDP-8電腦是第一款小型商品化電腦，被認為是個人電腦的先驅，雖然重量笨重但已經可以勉強放於桌上，當時是積體電路尚未發明商用量產的時代，因此整台電腦以電晶體構成，且只能接受八條指令為基礎編寫程式，所以命名PDP-8。
1968年時惠普公司即把其產品Hewlett-Packard 9100A称為“個人電腦”。世界公認第一部個人電腦，為1971年Kenbak Corporation推出的采用TTL电路的Kenbak-1。
第一部大量生產的個人電腦，則為1971年Computer Terminal Corporation所推出的Datapoint 2200。之後Xerox Alto這種非量產化的實驗型電腦出現，這是首度針對私人公司設計且單人個人使用的電腦概念，並導入一些圖形化介面概念，幫助電腦知識較低的人士使用，雖有濃厚商業構想但未正式量產，只做了幾千台多數被贈與或賣給大學。
1973年下半，法国工程师和所发明的Micral個人電腦，則為首部使用英特爾8008微處理器的商用個人電腦。之後王安電腦看到實用化商機，認為積體電路已經成熟，首先以取代打字機的文書處理電腦推出，震撼席捲市場市占率一度世界第一，電腦首度成為每個企業辦公桌上的必備品，雖然日後王安在競爭中敗給IBM的商業模式，但直到今日文書處理依然是電腦重大應用之一。
目前一般來說個人電腦在機型上分為常見的桌上型電腦與筆記型電腦。在系統上分別是
- 微軟開發DOS/Windows作業系統出售，眾廠商以IBM制定的IBM PC/AT相容硬體生產搭配DOS/Windows。
- 蘋果电脑早期所開發的麥金塔演變而來iMac和MacBook的macOS系統[6][7]，以及iPhone的iOS系統分出來iPad的iPadOS和Apple Watch的watchOS系統。
- Linux由林納斯寫下Linux內核公布後，在由眾多公司(Google也在其中)和電腦駭客根據需求去寫出Linux發行版。
- Unix和類Unix，Unix（類Unix）因為其安全可靠，Unix（類Unix）一直是科學計算、大型電腦、超級電腦等所用作業系統的主流，也有微電腦發展如蘋果電腦。
- Google的安卓相容軟硬體系統，除了手機系統開發目的Android系統以外，也積極開發電腦作業系統Chromium OS和Chrome OS和Chrome OS Flex。

狹義來說，市面通稱個人電腦是指前者（IBM整合制定的PC/AT），IBM PC/AT標準由於採用x86開放式架構而獲得大部分廠商所支持，成為市場上主流，因此一般所說的PC意指IBM PC兼容機，此架構中的中央處理器採用英特尔或者超微等廠商所生產的中央處理器。而桌上型电脑因採用開放式硬體架構，所以除了品牌外，自行組裝的无品牌電腦也極度盛行。
東芝採用x86架構開發出世界第一部笔记本电脑。1983年苹果推出第一款商用图形用户界面个人电脑Apple Lisa。尽管这款创新电脑在美国宇航局找到了訂單，但由于售价高达當時的1万美元天價，加之运行速度慢，Lisa在民用市场上并没有成功。1980年代IBM推出以英特爾的x86的硬體架構及微軟公司的MS-DOS作業系統的個人电脑，並制定以PC/AT為PC的規格。之後由英特爾所推出的微處理器以及微軟所推出的作業系統發展幾乎等同於个人电脑的發展歷史。微特爾Wintel架構全面取代了IBM在個人电脑主導的地位。

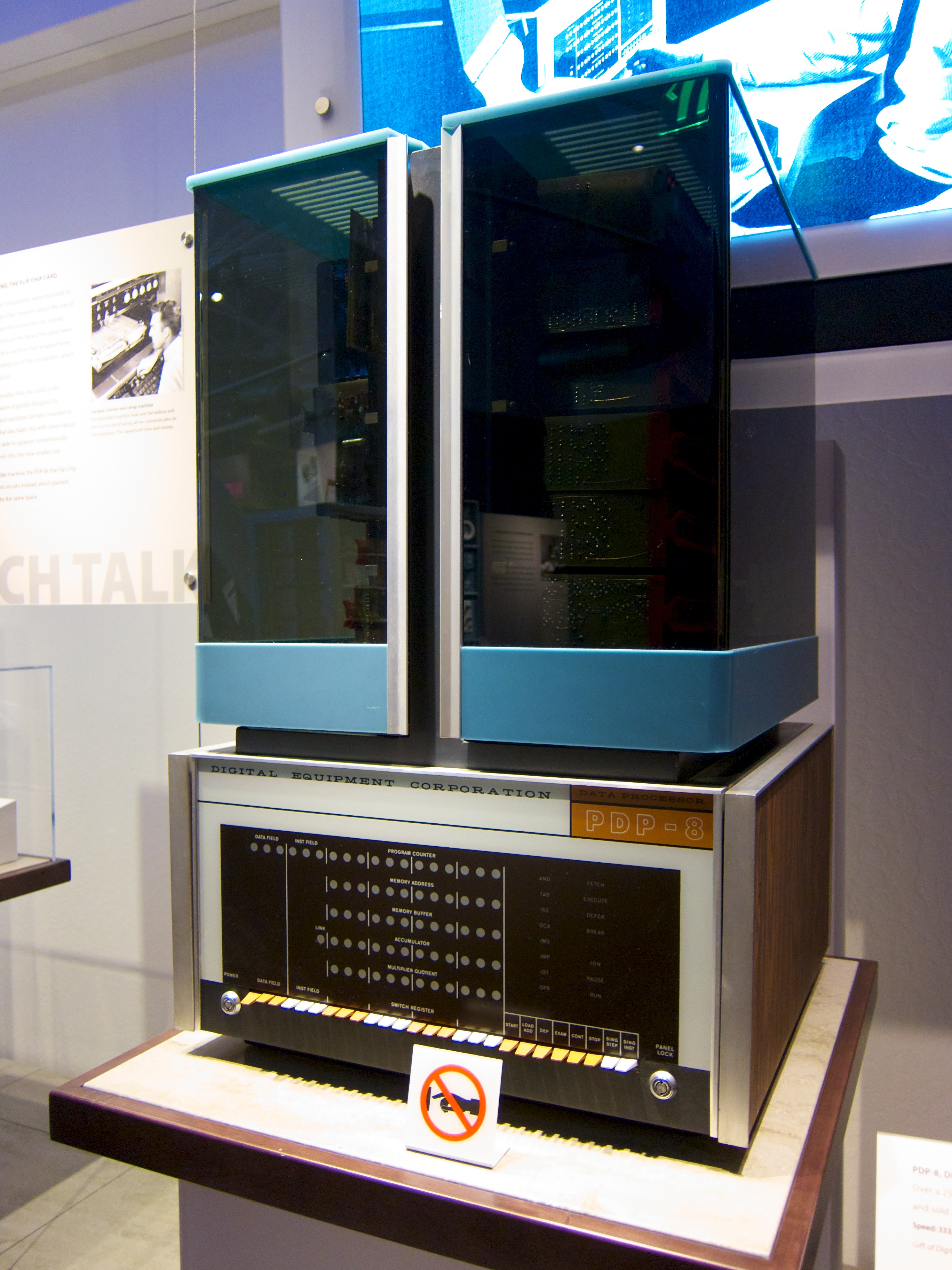
迪吉多公司1965年的PDP-8是個人電腦先驅
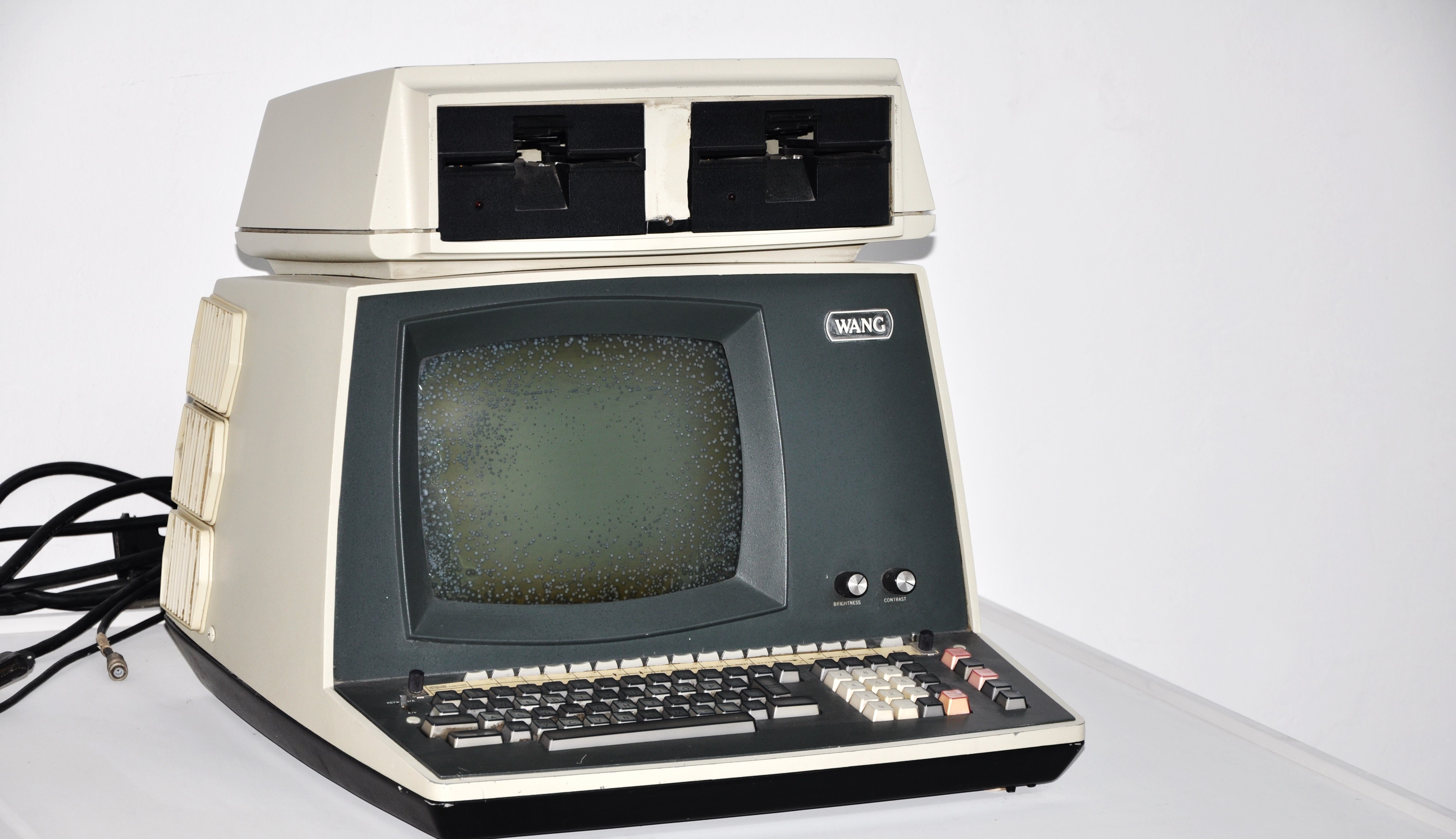
70年代的王安電腦市占率一度世界第一
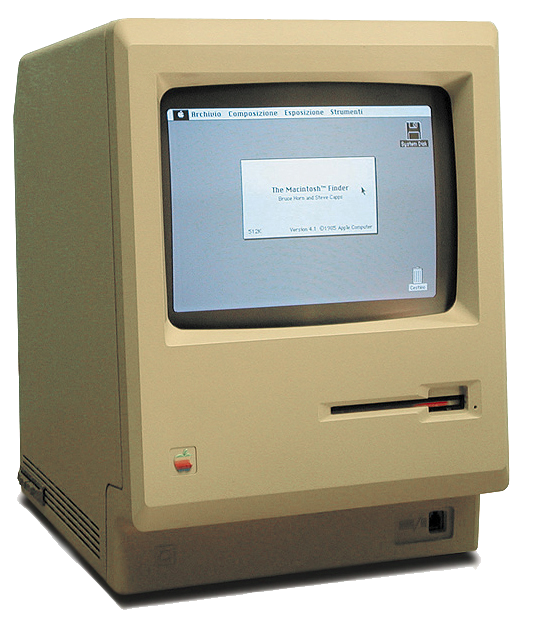
1984年麥金塔
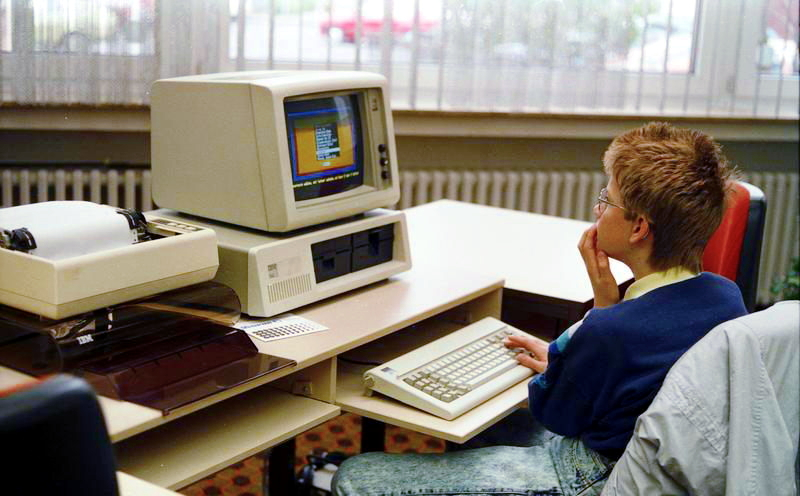
80年代IBM PC

## 分类
按照大小和移动性分类：信息化时代的产物及数码类产品。
- 桌上型電腦：桌上型電腦（英語：Desktop Computer）是個人電腦的一種，也稱桌面计算机、台式机。
  - 小型桌上型電腦：迷你型桌上型電腦（英語：Mini Desktop Computer）是個人電腦的一种，小型台式机，适合安装在屏幕后部。
  - Chromebox：Google公司推出的一款迷你個人電腦產品，產品支援網際網路連接以及藍牙技術。主要運行Web應用程式，但也可以安裝Android應用程式。[8]
- 筆記型電腦：筆記型電腦直譯自英語note computer一詞，隨著電腦技術的發展，筆記型電腦的體積越來越小，重量越來越輕，而效能卻越發強大。现在也有便携翻转式笔记本电脑和可拆卸式笔记本电脑。[9]
  - 小筆電：俗稱Netbook，形容一種低價、體積小、可攜式和功能精簡的小型筆記型電腦，現已被平板電腦和Chromebook所取代。[10]
  - 超輕薄筆電：比起一般的筆記型電腦，超筆電的特色為體積較薄、重量較輕、開機快和擁有較久的電池續航力。[11]
  - Chromebook : 搭載Google Chrome OS系統的個人電腦，有單機筆記型電腦的特徵也有雲端運算的概念，以純上網為特色。[8][12]
- 平板電腦：一種小型的、方可攜式帶的個人電腦行動裝置。允許使用者通過手指頭或觸控筆來進行活動，而不是傳統的鍵盤和滑鼠。[13]
- 智能手机： 是属于一种潜力较小的计算机设备。[可疑]智能手机可以当做是一个可以打电话及小型的平板电脑。它有客製化的行動操作系統，可瀏覽網頁和播放多媒體檔案，也可通過安裝應用軟體、電子遊戲等程式來擴充功能。
- 超級移動電腦：是一種具有近似筆記本電腦（Laptop PC）的效能及掌上電腦（Pocket PC）體積的電腦。[14]
- 可攜式電腦：其體積小、重量輕，方便攜帶，但不能如筆記型電腦一樣能在沒有外部電源供應的情形下使用。
- 車用電腦：是一種用於汽車的嵌入式系統，可以提供多媒體娛樂、GPS導航、遊戲、上網、電話、汽車信息和故障診斷功能。特斯拉：特斯拉公司生产的特斯拉自动驾驶 （FSD Computer）特斯拉完全自动驾驶计算机。
- 工作站：是一種高階的微型電腦。它是為了個人使用者使用並提供比同時代個人電腦更強大的效能，尤其是影像處理與多工運算能力。
- 服务器:服务器指： 一个管理资源并为用户提供服务的计算机软件，通常分为文件服务器，数据库服务器和应用程序服务器。 运行以上软件的计算机，或称为网络主机。[14]
- 工業電腦：工業電腦（Industrial PC，簡稱IPC）主要是指用在是專供工業界使用的個人電腦，可作為工業控制器使用。工業電腦基本性能與相容性與同樣規格的商用個人電腦相差無幾，但是工業電腦更多的防護措施，注重的部份在不同環境下的穩定， 如飲料生產線控制、汽車生產線控制等等，在惡劣的環境下要求穩定，如防塵、防水、防靜電等。工業用電腦並不要求當前最高效能，只求達到符合系統的要求，需符合工業環境中的可靠性要求與穩定，否則用於生產線萬一遇到電腦當機，則可能造成嚴重損失，因此工業用電腦所要求的標準值都有要求符合嚴格的規範與擴充性。
- ECDIS：電子海圖顯示與信息系統（英語：ECDIS， Electronic Chart Display and Information System），是指符合有關國際標準的航用電子海圖系統。它以計算機為核心，連接定位、測深、計程儀、雷達等設備，以ENC（電子海圖\航道圖）為基礎，綜合反映船舶行駛狀態，為船舶駕駛人員提供各種信息查詢、量算和航海記錄專門工具，是一種專題地理信息系統（GIS）。
- 网络附接存储: 又名 网络附接存储服务器 缩写NAS 是一种文件级（与块级存储相对）的计算机数据存储服务器。 工作属性是以计算机网络为核心，并提供对异构网络数据用户进行的网络文件服务器， 它也算是一台用于处理专业网络文件的计算机设备之一。 大多数，人们使用它用于搭建私人云存储平台。和小型ITX台式机较为相似，也有ATX NAS的台式机。
- 网络录像机:又名 网络录像服务器 缩写NVR 网络录像机是一种能处理监控视频流数据的专业型服务器。一般用于存储大型的CCTV的闭路电视的监控网络的视频流数据。
- 家用游戏机: 家用娱乐计算机设备，专为家用电视娱乐打造。
- 翻译机: 智能翻译机，类似于PDA或手机形态。
- 可穿戴计算机 智能手表或智能手环等
- 可折叠屏式计算机 折叠屏计算平台产品。

筆記型電腦直譯自英語note computer一詞。筆記型電腦重量通常在1公斤至3公斤左右，螢幕尺寸大多在11英寸至17英寸之間。
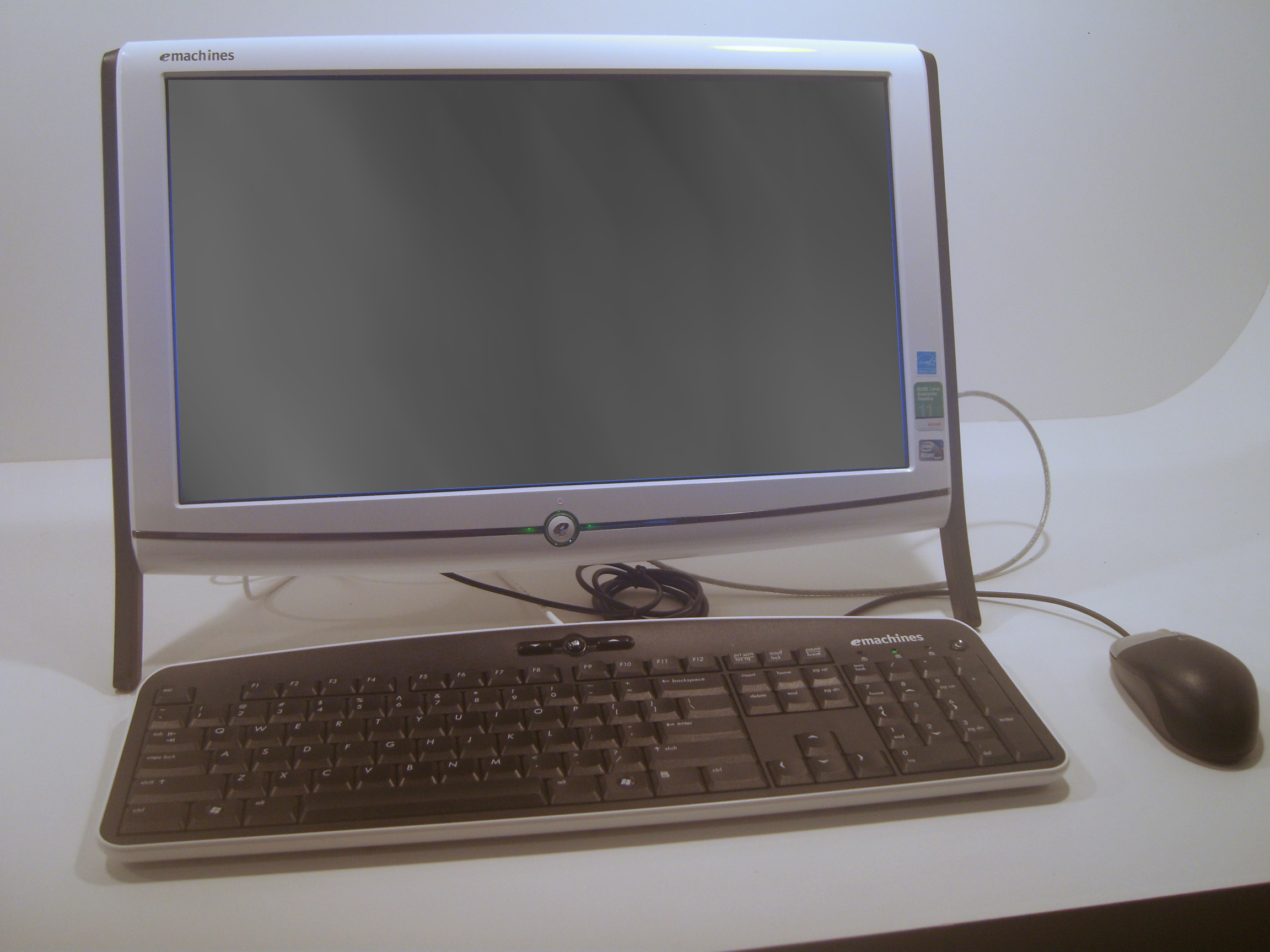
一體化個人電腦是一種把機箱（包括內部的微處理器、主機板、硬碟等組件）、喇叭、網路攝影機及顯示器等整合為一體的桌上型電腦。
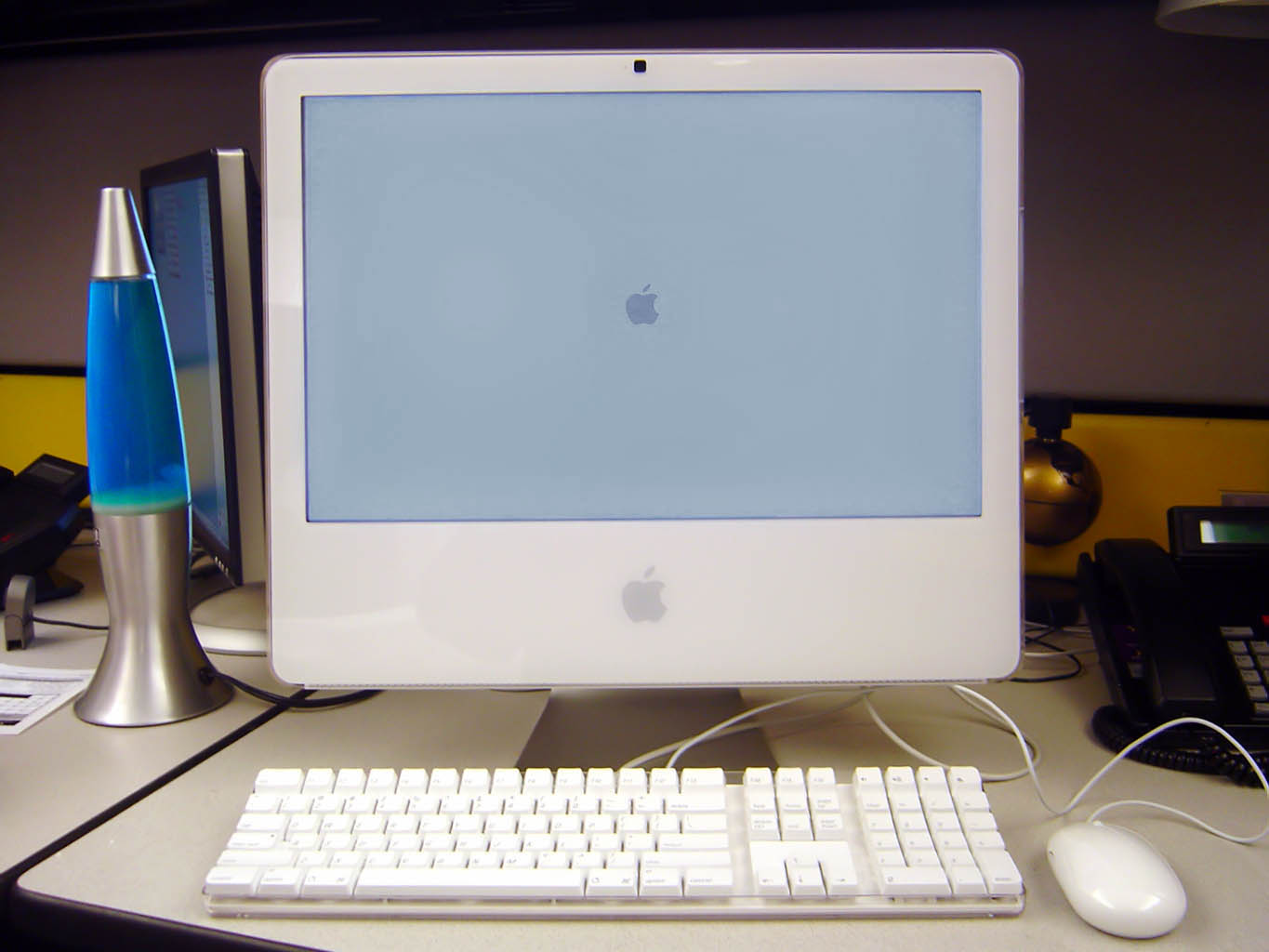
麥金塔電腦是自1984年1月起由蘋果公司設計、開發和銷售的個人電腦系列產品。 2006年後蘋果公司逐漸淘汰了麥金塔這個名字，取而代之的是「Mac」。
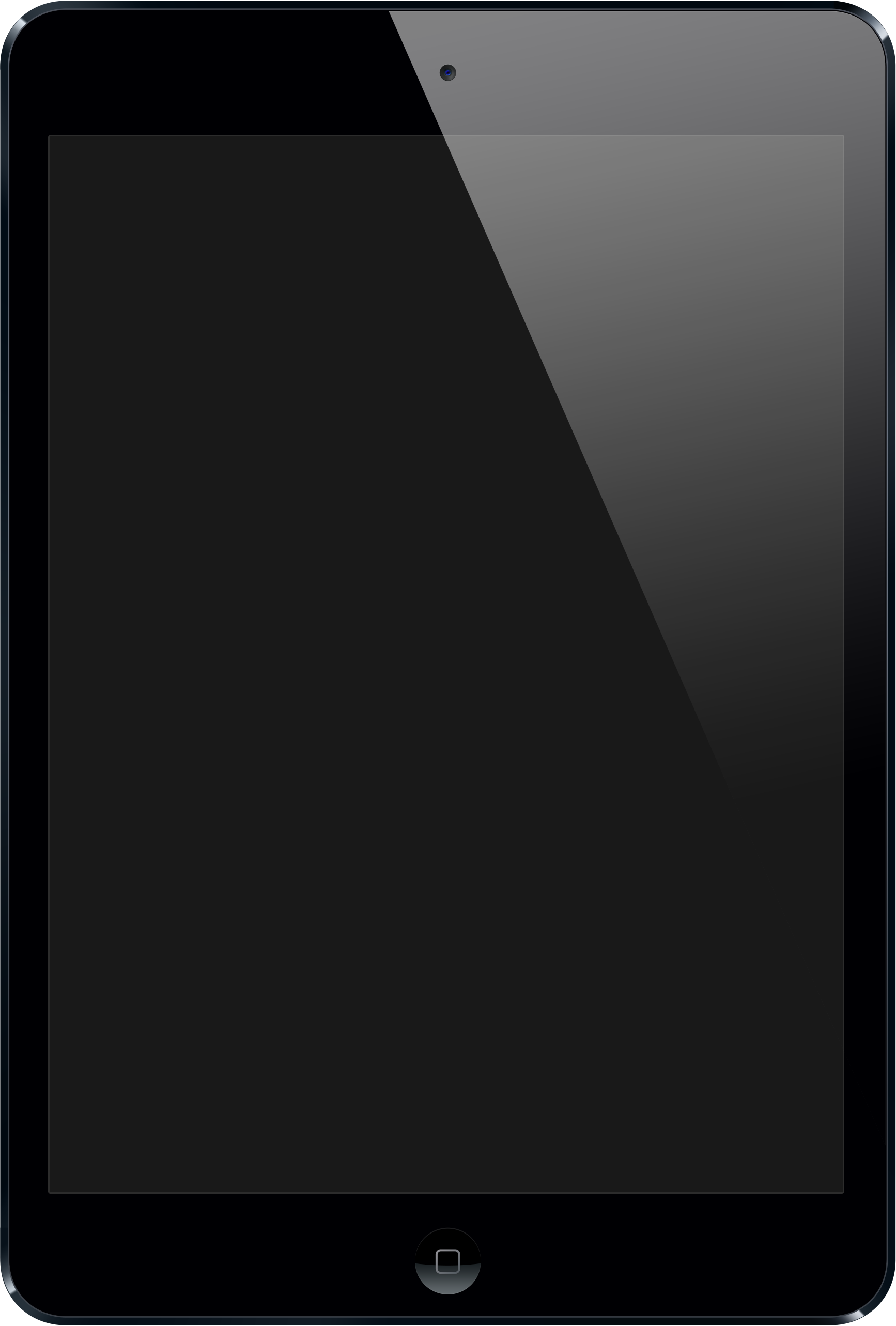
平板電腦為一種小型、可攜式的個人電腦行動裝置。允許使用者通過手指頭或觸控筆來進行操作，而不是傳統的鍵盤和滑鼠。
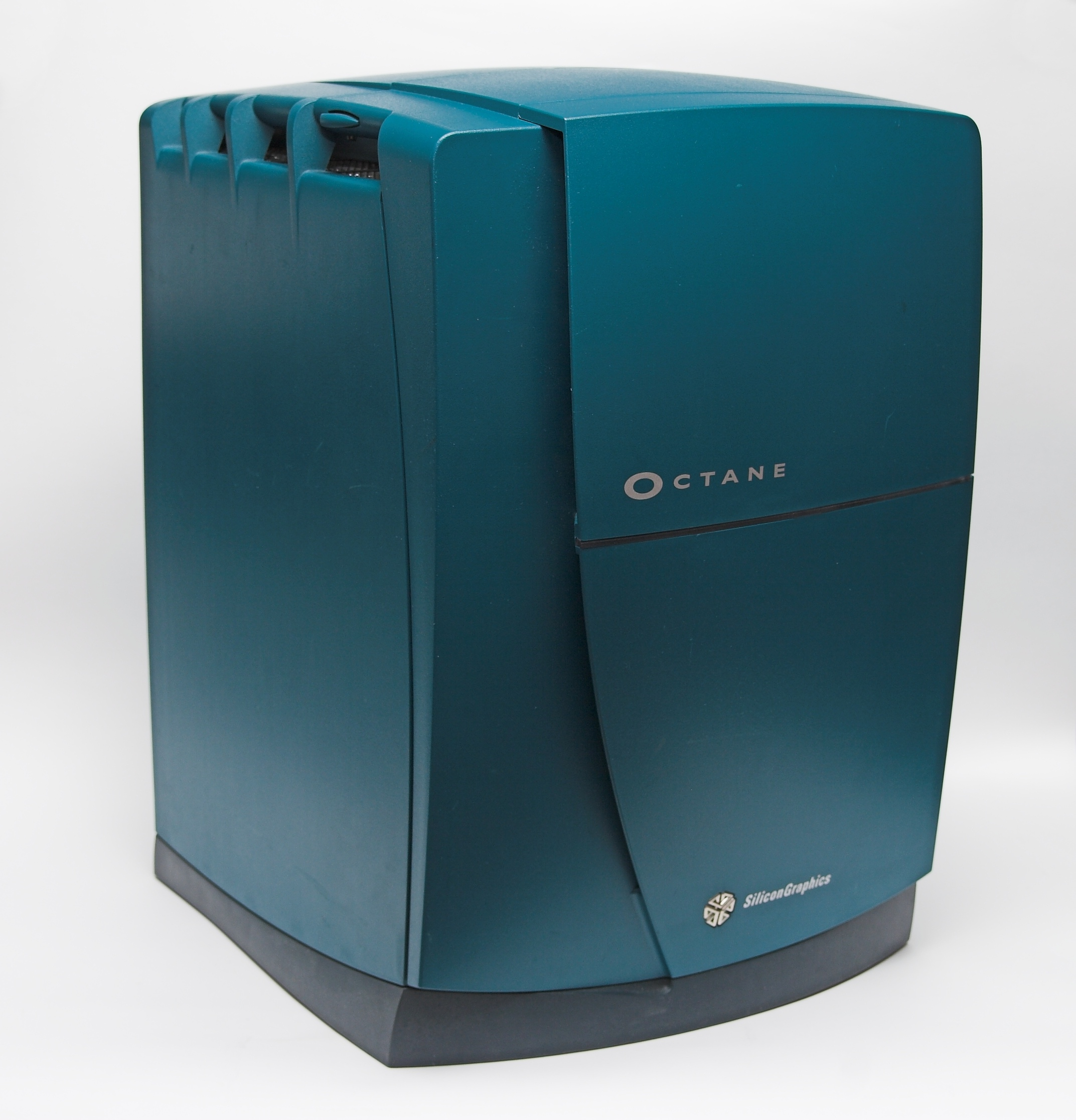
工作站是一種高階的微型電腦。它是為了個人使用者使用並提供比同時代個人電腦更強大的效能，尤其是影像處理與多工運算能力。

## 硬件
右图展示了一部现代计算机所应有的基本硬件。

現代個人電腦（台式）一般至少拥有以下的元件：1.顯示器； 2.主機板； 3.中央處理器（CPU）； 4.主記憶體（隨機存取記憶體），也即電腦記憶體； 5.PCIe與PCI； 6.電源供應器； 7.光盘驱动器； 8.硬碟； 9.鍵盤； 10.滑鼠

對於台式電腦而言，現在由於工業設計上各種防呆措施使具備少許的知識與經驗後，普通人也可容易地將各電腦大部件組裝起來，成可運作電腦。而不少人在购置电脑时也选择了可以自行选配硬件的組裝電腦節省預算。
由於电脑产业发展迅速，大部分軟件開發商傾向亦更具能力開發用更高運算資源來達成更多更強大功能的軟件，因此硬件不断有升级的必要。例如一部五六年前被认为是頂級配置的个人电脑，在今天看来其中央处理器、内存和周边设备速度、容量等都只是中階甚至中低階配置，已無法如五六年前般順暢运行部分的软件。而市场上主流操作系统软件（例如微软公司的Windows）的每一次大型升级在帶來新的便捷的同時，也对个人电脑硬件系统提出新的更高需求，要求硬件更新换代。通常而言存储器和一些外围设备（如显示卡和磁盘存储器）较易升级，用户多數可以自己动手。为了升级计算机的处理能力等，則需更换處理器和主板，但受制於舊式數據傳輸規格無法支援更快更大量的數據傳輸，因此處理器、主板、內存等通常無法相互兼容具代差的配件。而新的處理器、主板、內存意味整台電腦的硬件更換。
個人電腦的硬件功能可以通過插到主板擴展槽的附加擴張界面卡来擴充。截至2018年，主要的標準系統總線有PCI-E。個人電腦也可以通過添加額外的驅動器來升級（如光碟機、硬碟、USB等），標準的存儲設備接口有SATA、M.2、PCIe以及SAS。

### 機箱
计算机的许多硬件，如主板、硬盘和电源等，都安放与固定在机箱当中。机箱是一个相对封闭的空间，箱体一般由钢和铝等金属制成（其他材料亦可用，但不多见），同时设有许多通风口，以促进箱内空气流动，防止内部温度过高。机箱的颜色、大小乃至形状等可根据内部硬件之实际需要以及个人的喜好而变。
目前市场比较普遍的机箱规格有ATX規格和Micro ATX等2种，另外以ITX標準小型機箱也在流行趨勢中。

### 主機板

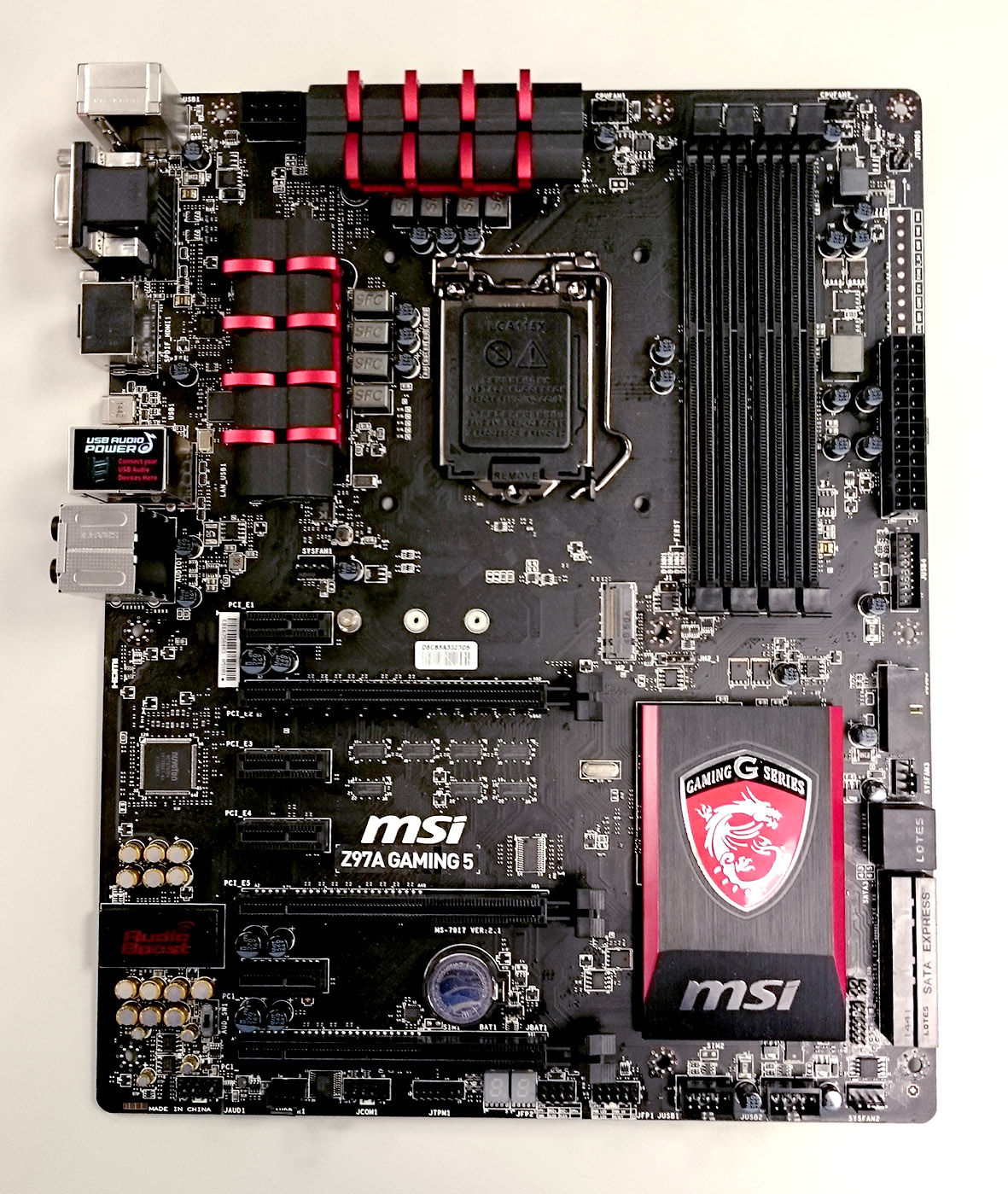
一块微星公司的Z97主機板，上有針對遊戲性散熱和裝飾美觀的設計

主機板是計算機的主要電路板（PCB）。計算機的其他硬件一般直接插入到主機板中来交换信息。主板通常由晶片组、BIOS、印表埠、各種周邊裝置連接埠（如網路埠、Audio、USB）、PS/2键盤/鼠標接口和PCIe/PCI擴展插槽等组成。有時為了减小主板尺寸，節省成本也通過插到主板的子板来擴充更多擴展槽。現時主流的主機板規格有ATX規格、MicroATX、Mini-ITX。

### 中央處理器

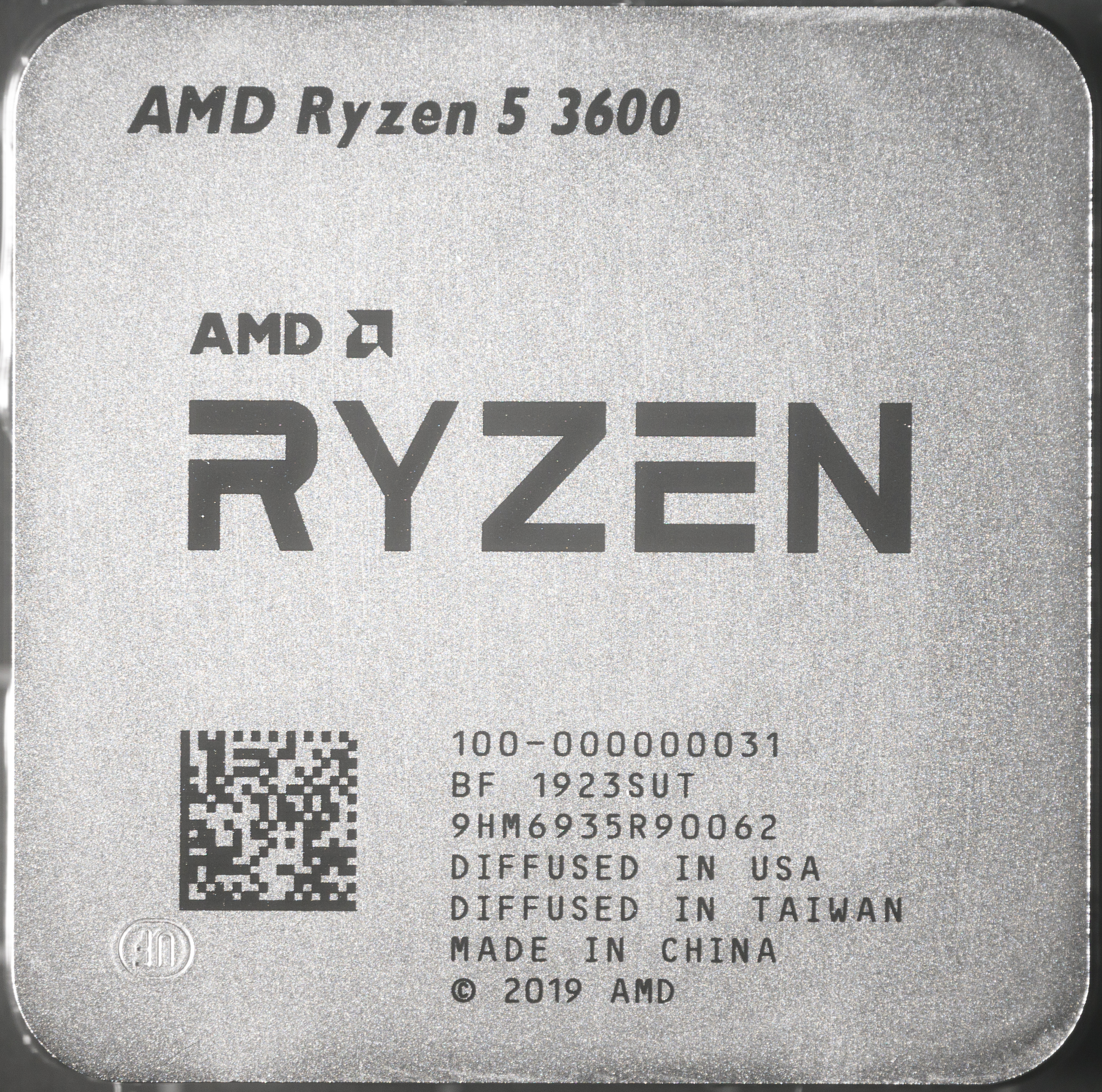
2019年的AMD Ryzen5-3600中央處理器

中央處理器，又稱中央處理單元，簡稱處理器，是整個計算機系統中最重要的部件之一，控制整個電腦主要的算術邏輯單元（arithmetic logic unit，簡稱ALU），使得電腦程式和作業系統可在它上面執行，其性能直接影響計算機系統的工作效率。不同類型的中央處理器安裝到主機板上不同類型的插座中（英特爾的處理器插座包括LGA 1366、LGA 1150、LGA 1151等，AMD則使用Socket FM2+、Socket AM1 、Socket AM3+ 、Socket AM4等）。
大多數IBM PC兼容机/標準x86 PC使用x86-架構的處理器，他們主要由Intel和AMD兩家公司生産，此外威盛電子或者全美達也有參與中央處理器的生產（但是威盛電子已經退出PC x86處理器與PC晶片組業務）。與IBM PC兼容机不同，在2006年之前蘋果電腦所使用的處理器一直是IBM PowerPC RISC，之後的蘋果電腦開始轉而採用英特尔x86處理器，2020年蘋果推出自家中央處理器M1，蘋果採用ARM架構並且CPU+GPU+RAM做在同一顆晶片。

### 散熱器
散熱器，有被动式散热、下压式风冷、塔式风冷、一體式水冷、分体式水冷

### 主記憶體

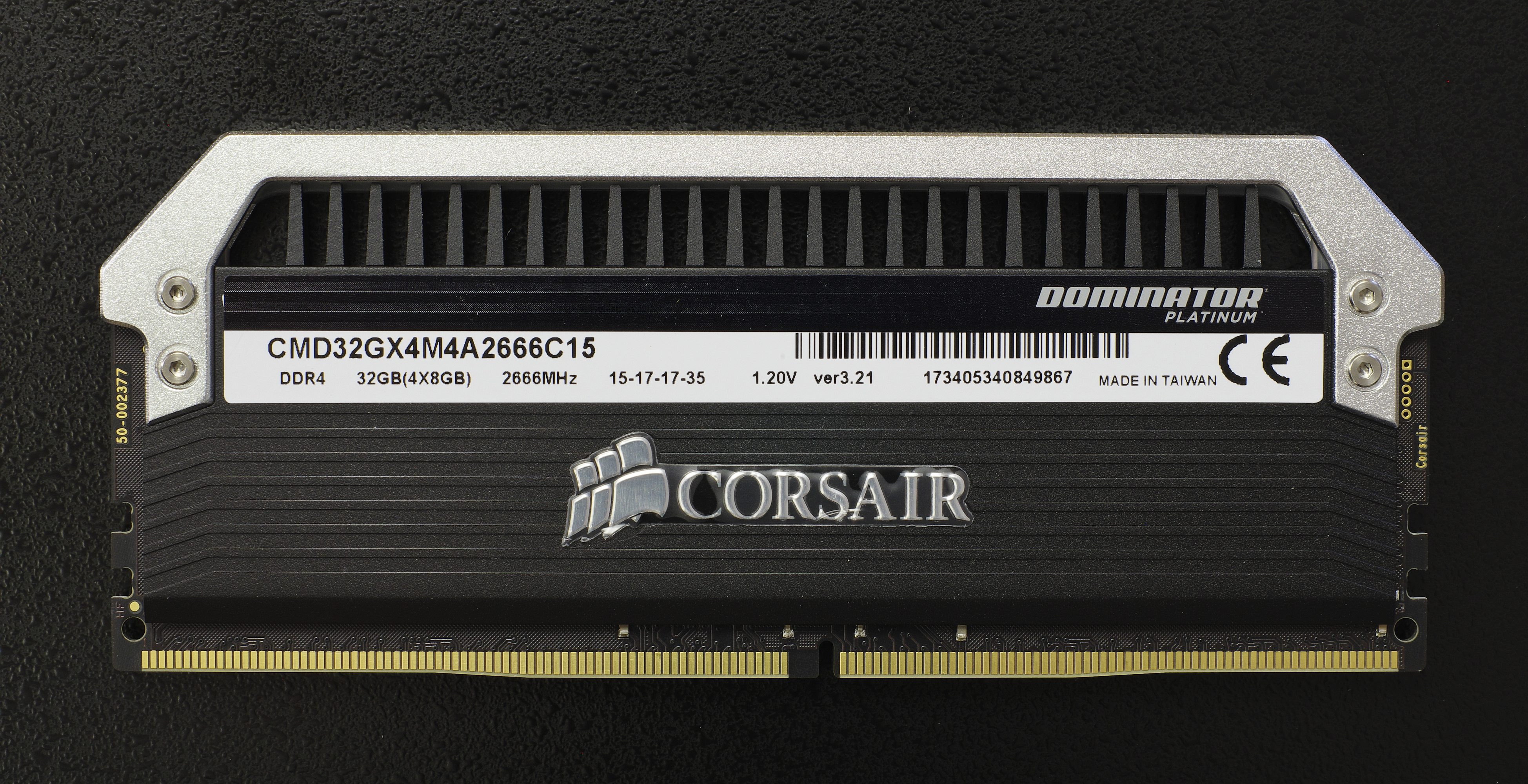
海盜船品牌 32GB DDR4 SDRAM模块附有裝飾的LED燈條，增加主機美觀度

主記憶體即RAM，亦时常被称为「記憶體」，屬於電腦記憶體的一種，是计算机的“短期临时存储器”，用於存放當前正在執行的程式以及目前所需的數據等。它的读写速度远高於硬碟機或光碟機之类的外部存储设备，但当系统关闭或無電源供應的时候，其中的資料會丟失。
在個人電腦中，隨機存取記憶體的規格包括DDR、DDR2、DDR3、DDR4及DDR5，在顯示卡上則還有GDDR4及GDDR5。而隨機存取記憶體隨著系統支援，可利用雙通道或者三通道技術讓頻寬變大，進一步加快資料傳輸速率。記憶體容量的大小與性能是影響整個計算機系統運行效率的重要因素之一。

### 電源供應器

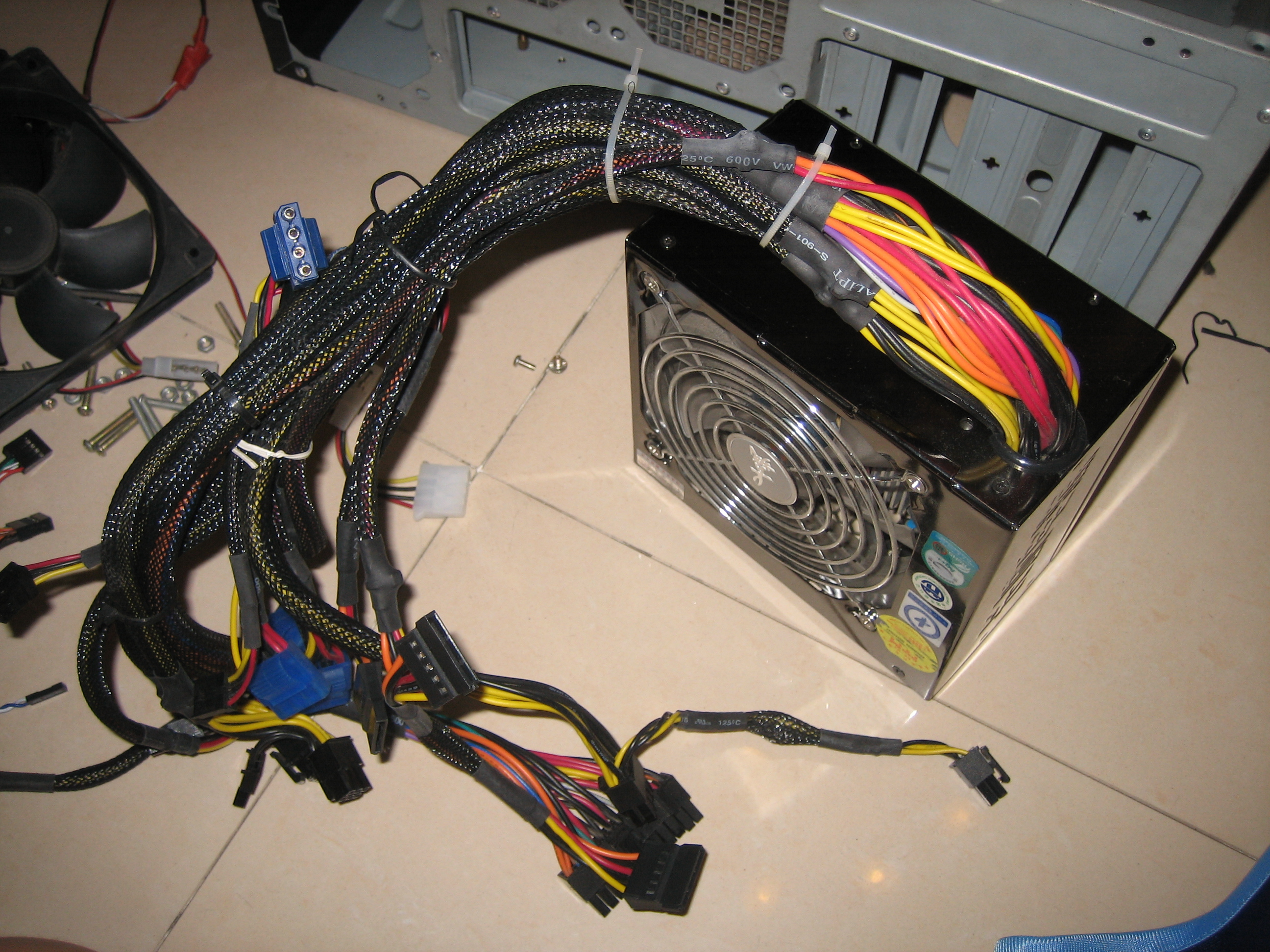
一個電源供應器

電源供應器属外设之一，作用为将家用交流电源轉換为个人电脑硬件所需的直流电。电源供应器的功率应满足电脑各部件的需要，否则或会影响到整个系统的性能。许多老旧电脑出现的问题都归咎于老化或有缺陷的電源供應器運作時會出現過熱現象或無法提供穩定電流和電壓等，此外電源供應器有分全模組化、半模組化、非模組化。

### 顯示卡

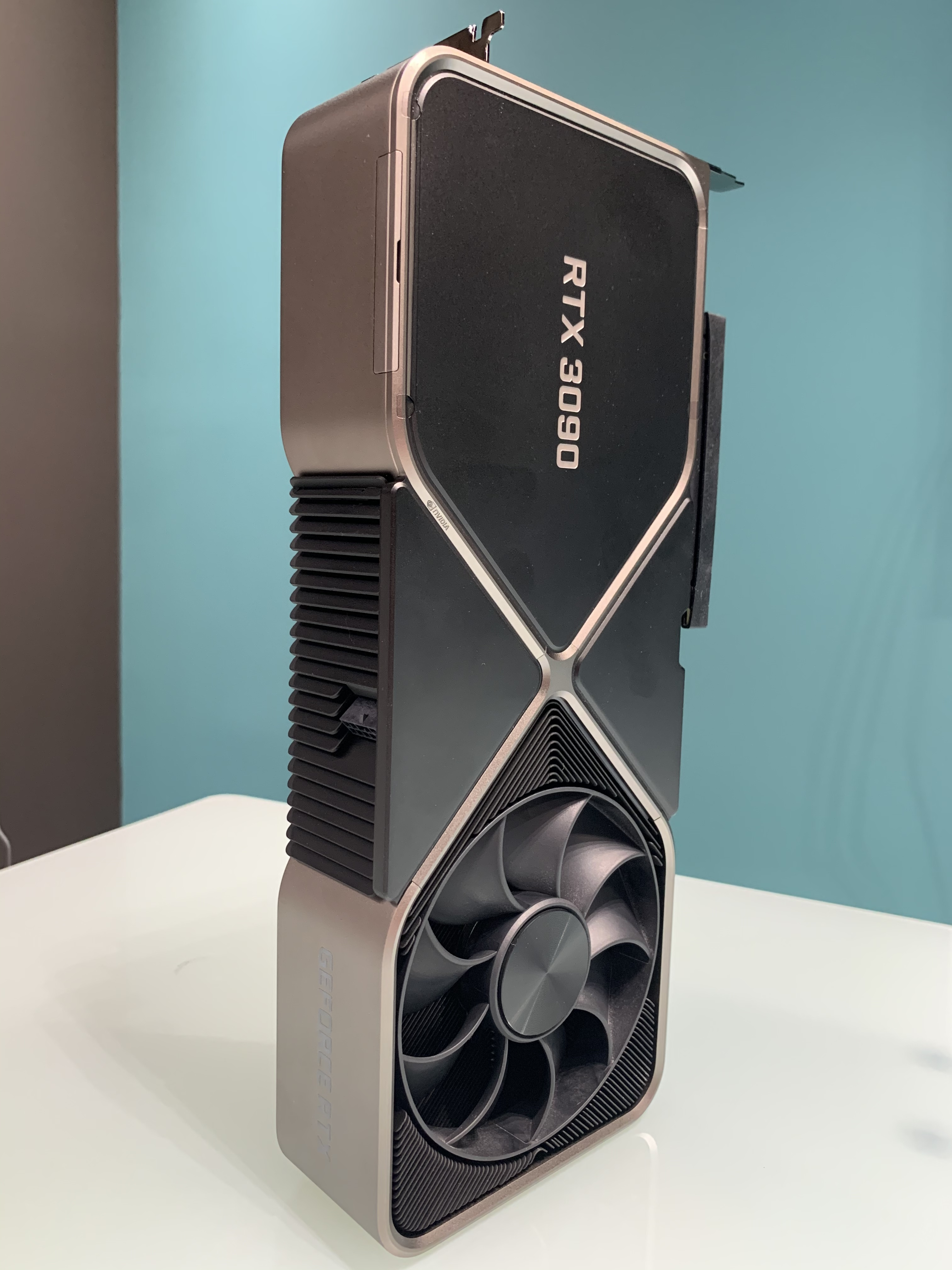
发布于2020年的NVIDIA GeForce RTX 3090顯示卡。該卡採用PCI-E接口

獨立顯示卡，它负责處理CPU傳送來的圖像指令和数据，並將處理后的結果輸出至顯示器，以最終形成圖像。隨時代發展，GPU的運作性能亦取得了長足的提昇。
目前主要的GPU生産廠商包括NVIDIA和AMD和Intel等。
此外有一種將顯示核心整合在處理器此稱為内顯，因為該芯片集成在CPU中，所以发热量明顯的要小於獨立顯卡,但效能比獨立顯卡還要弱，一般都是文書做使用。AMD推出的APU上，顯示核心被内置到了CPU中。Intel生產GPU主要是用在自家CPU，顯示卡的產品規模不如前兩家，但也开發出自己的獨立顯卡。

### 顯示器
又稱監視器、螢幕等，是電腦的圖像顯示設備，一般獨立於機箱。被廣泛應用于電腦上的顯示器主要平板顯示器（如液晶显示器），CRT顯示器已經被市場淘汰。

### 鍵盤
键盘是电脑的重要输入设备之一，是向电脑输入文本及其他数据的首要方式。现代个人电脑标准键盘一般有107個按键，多沿用打字机所採用的QWERTY佈局，只是新增了功能鍵、方向鍵等電腦所需的鍵，有的鍵盤還設有一些額外的功能鍵。鍵盤的每个键上均有標明其所对应的字母、数字或功能。在用鍵盤向計算機輸入數據時，通常一次只需按一個鍵，但也可能需要同時按下多個鍵，亦即組合鍵。各個按鍵所對應的功能不是固定的，許多程序都會對鍵盤各鍵的功能重新定義，實際操作時需重新記憶。

### 鼠标
鼠标是一种小巧、可滑動的裝置，也是當代電腦重要和十分常見的輸入設備之一。在圖形使用者界面上，使用者通過滑動和點擊鼠标等操作可向電腦輸入命令和數据。滑鼠可通過PS/2接口、USB-A 或者USB Type-C與電腦相連，有的鼠標還可以通過藍牙連接。
早期的滑鼠（及蘋果電腦滑鼠）只有一個按鍵，而現在則有兩或三個以上，其中或包括一個滑輪，可以进行的操作包括移動、單擊、雙擊、拖拽等。

### 外部儲存媒體
硬盘是用於存儲數據資料最基本和最重要的部件之一。與内存不同，其中的數據資料在斷電之後不會消失。广义的硬盘是指包括机械硬盘和固态硬盘在内的大容量外部存储设备。狭义的硬盘通常指与固态硬盘相对的机械硬盘。其他外部存储设备包括但不限于闪存盘、软盘（已经过时）和光盘。

#### 機械硬碟

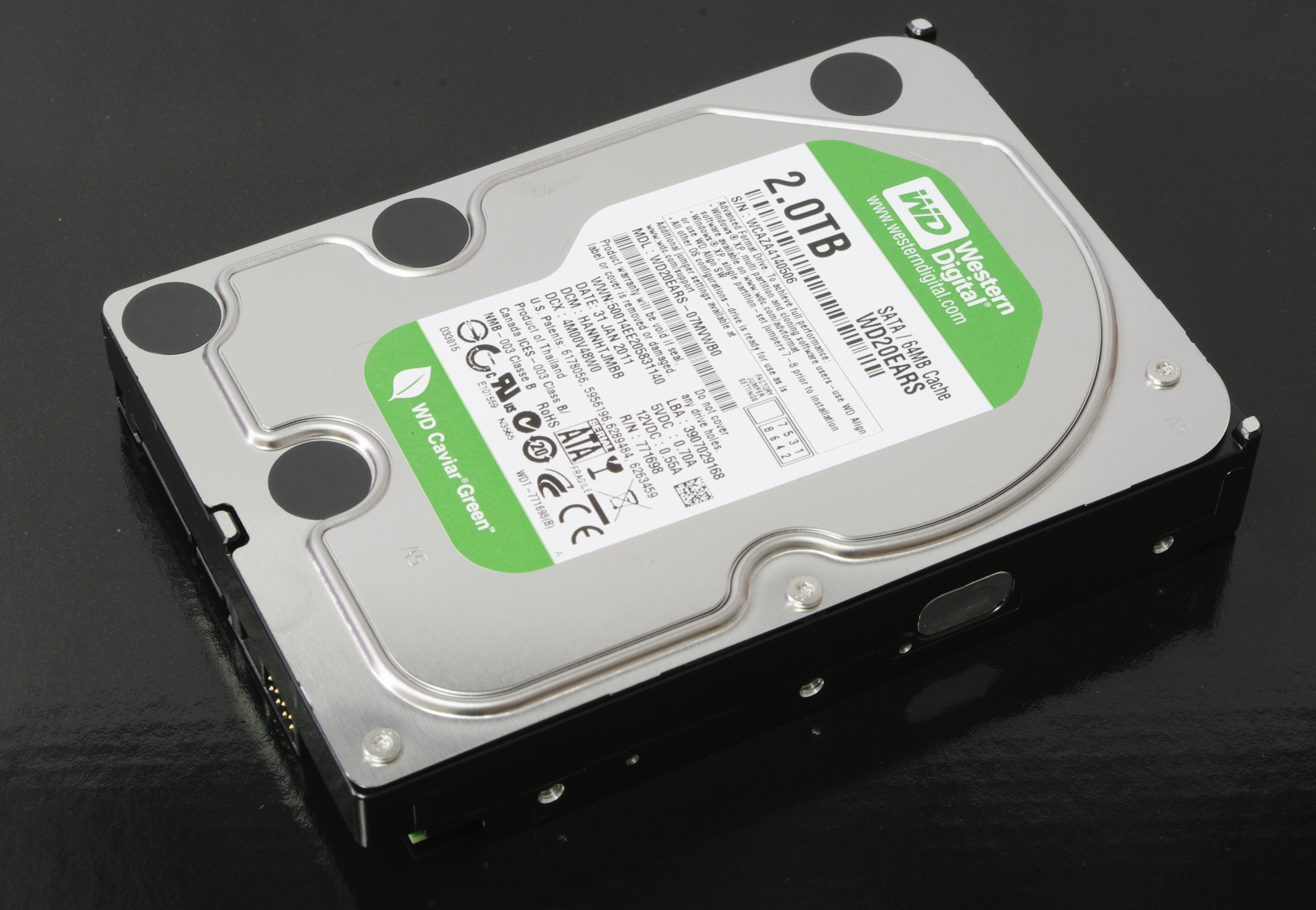
西部數據2TB SATA硬碟

機械硬碟（Hard Disk Drive， HDD）的運作基本原理是經由馬達帶動內部的槃片（表面塗有磁性物質）高速旋轉，再利用讀取頭寫入與讀取資料（電磁鐵原理）。隨著製造技術的進步，馬達轉速愈來愈高，可以加快資料存取速度，以SATA與早年的IDE大多為7200轉/分的機械硬碟，SAS/SCSI的可達到15000轉/分（但是10K/15K轉速的硬碟噪音很大，通常用於伺服器/工作站）。另外、隨著垂直寫入技術的發展，硬碟容量亦愈來愈大，現時3.5吋的機械硬碟最大容量已經來到8~10TB。機械硬碟依大小可分為3.5吋（桌上型電腦主流）、2.5吋（筆記型電腦主流）、1.8吋（UMPC等移動電腦使用），現今機械硬盘市占率持續下降，但因为有容量大、价格便宜、数据可恢复的优势，暂时不会會被固態硬碟完全取代。

#### 固態硬碟
固態硬碟（Solid State Disk、Solid State Drive，簡稱SSD），是一種基於快閃記憶體技術的儲存媒體。不像傳統硬碟是以磁性媒體做為儲存的媒體，因此也無需碟片與馬達相關零件，因此不會有馬達旋轉時所造成的噪音。優點是高速存取、低功耗、抗震動，目前容量價格比仍是其缺點，但隨著固態硬碟的不斷發展，固態硬碟的容量已有實用性，價錢明顯下滑之下，已為傳統硬碟市場製造危機。固態硬碟採用標準2.5吋SATA介面和長短不一的M.2介面還有M.2 PCI Express 介面，完全相容於主流個人電腦裝置。

#### 軟式磁碟機

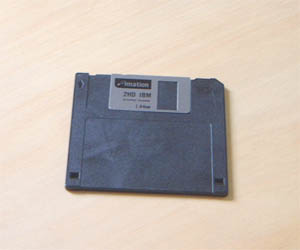
3.5英寸软盘

軟式磁碟機，是以往個人電腦的重要設備之一，可插入可移動式的軟盤。 2000年前由於價格便宜，並且為當時系統恢復及升級BIOS時必備的工具，因而在大多數電腦上都有裝備。然而軟碟容量小，穩定性不佳，現時已幾乎被快閃記憶體所製成的USB碟取代。在現代的個人電腦上已被淘汰。

#### 光碟機
光碟機依其能夠讀取或讀寫的光碟片，常見的主要分為CD光碟機、DVD光碟機與BD光碟機這3類。再細分為唯讀的光碟機、燒錄器、Combo光碟機（CD-RW燒錄與DVD-ROM唯讀）也是受到USB碟的衝擊，在現代電腦上逐漸淘汰。

#### 其他
- USB隨身碟
- 磁光碟
- 移動硬碟、硬碟盒

### 其他硬體
通訊
- 有線網路卡
- 無線網路卡

多媒体
- 麥克風
- 耳機、揚聲器
- 摄像头

其他
- 印表機
- 扫描仪
- 讀卡機

## 軟體

### 系统
作業系統用於管理与控制計算機資源，並可讓用戶通過各種程序使用這些資源。它是计算机运行的平台以及应用软件的基础。目前PC市場上佔有率最高的是微軟所推出的Windows系列，其次是蘋果公司推出的macOS，再來是有開放原始碼的Linux和類Unix系列的操作系统比如FreeBSD等。

#### Microsoft Windows
Microsoft Windows是微軟公司所推出的一系列作業系統。1985年11月微軟推出了一個名為「Windows」的擁有图形用户界面（GUI）的作業環境，這之後，又相繼推出了不同版本的Windows。目前最新的版本是Windows 11和Windows Server 2019，市場佔有率最高的是Windows 10。Microsoft Windows在個人電腦領域有壓倒性的優勢，其各個版本運行在全球約90%的個人電腦中。

#### macOS
macOS（/ˌmækʔoʊˈɛs/）是蘋果公司研發和推出的基於图形用户界面的操作系统，為麥金塔（Macintosh）系列電腦的主作業系統。

#### Chrome OS
Chrome OS是由Google設計基於Linux核心的作業系統，並使用Google Chrome瀏覽器作為其主要使用者介面。因此Chrome OS主要支援Web應用程式，2016年起開始陸續相容Android應用程式（可通過Google Play商店下載），在此之前Google都只在裝在套裝筆電和套裝桌電上並不開放一般使用者安裝，一般使用者只能買套裝電腦或是使用業餘玩家開發的Chromium OS安裝，2020年Google於收購了Neverware，並在2022年2月釋出基於CloudReady的Chrome OS Flex，正式開放給一般使用者安裝。目前Chrome OS是市場第二歡迎的作業系統、

#### GNU/Linux

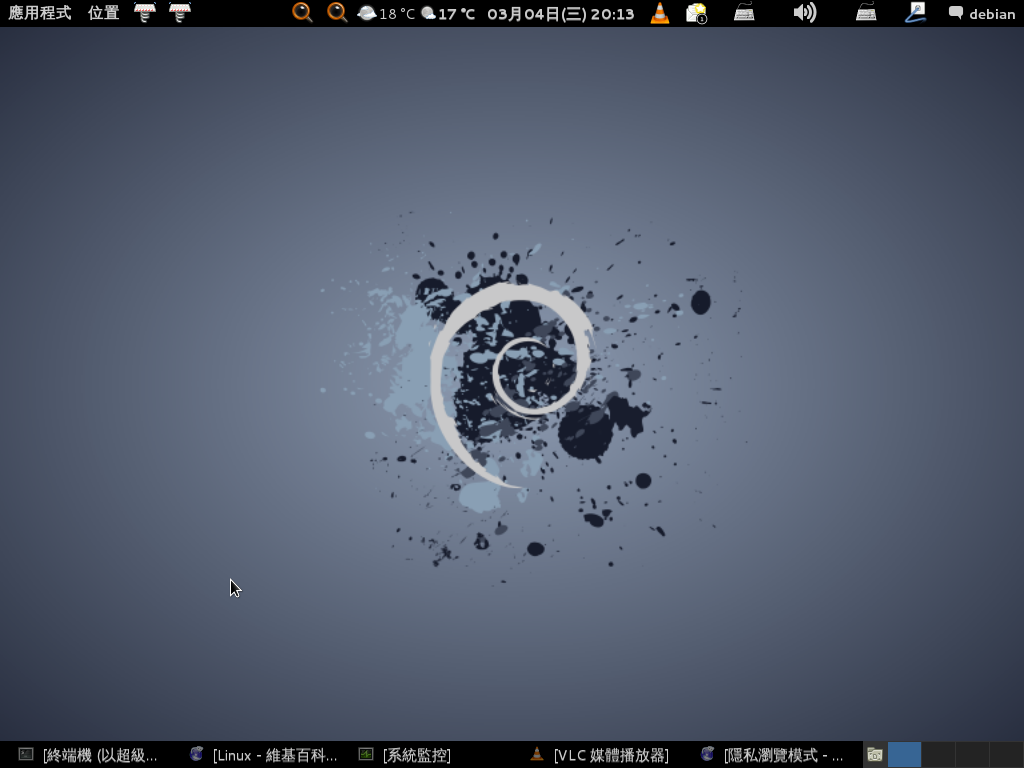
screenshot of Debian 7.3 (wheezy) amd64 with GNOME 3.4.2

Linux最開始是芬蘭駭客Linus Torvalds開發的内核，後來結合GNU計劃組成GNU/Linux，各个部分由不同人协作结合而成，以GPL開放源代碼，可自由使用以及在GPL下進行修改以及分發。
嚴格而言Linux只是指內核。一個完整的GNU/Linux發行版由Linux內核、桌面環境（例如GNOME、KDE）及其他應用軟件（GNU計劃開發的軟件為主）組成。
GNU/Linux有數量眾多的發行版，現時最流行的GNU/Linux發行版都是基於Debian，如Ubuntu及Linux Mint。還有Fedora、CentOS等。OpenSUSE也是一個較多人使用的GNU/Linux發行版。
維基百科就是寄存於運行Ubuntu的伺服器上。GNU/Linux在超級電腦、伺服器、Mainframe（大型電腦）上的市場佔有率很高，在桌上型電腦上的市場佔有率很低，遠不及MS Windows及Google Chrome OS和Mac macOS，但正在穩定抬升。

#### UNIX & 類Unix
UNIX作業系統，是一個強大的多使用者、多工作業系統，支援多種處理器架構，按照作業系統的分類，屬於分時作業系統，最早由Ken Thompson、Dennis Ritchie和Douglas McIlroy於1969年在AT&T的貝爾實驗室開發。目前它的商標權由國際開放標準組織所擁有，只有符合單一UNIX規範的UNIX系統才能使用UNIX這個名稱，否則只能稱為類UNIX（UNIX-like）。類Unix系統（英語：Unix-like；經常被稱為UN*X或*nix）指各種Unix的衍生系統，比如FreeBSD、OpenBSD、SUN公司的Solaris，以及各種與傳統Unix類似的系統，例如Minix、Linux、QNX等。它們雖然有的是自由軟體，有的是私有軟體，但都相當程度地繼承了原始UNIX的特性，有許多相似處，並且都在一定程度上遵守POSIX規範。

### 應用軟體
应用软件是為执行各種特定的任務或解决特定的问题而开发的程序。應用程序依賴於作業系統等系统软件的支援，需要系統軟體为其提供内存管理、網絡連接以及設備驅動等常規服務。
常見的應用软件包括文字處理程序等办公软件、媒體播放程序等多媒体软件以及遊戲軟體等。

### 驅動程式
驅動程式可以使高階電腦軟體与硬件进行互動。這種程序建立了一個硬體與硬體，或硬體與軟體溝通的介面，經由主機板上的匯流排或其它溝通子系統與硬體形成連接的機制，使得硬體裝置上的資料交換成為可能。

## 製造廠商
蘋果公司（Apple）、微軟（Microsoft）、戴尔（DELL）、惠普（HP）、富士通（Fujitsu）、联想集團（Lenovo）、IBM、索尼（SONY）、日本电气（NEC）、VAIO、东芝（TOSHIBA）、三星电子（Samsung）、LG電子、華碩（ASUS）、宏碁（Acer）、微星科技（MSI）、技嘉科技（GIGABYTE）、華擎科技（ASRock）、华为（Huawei）等都是世界性的知名電腦品牌。

## 用途

### 電腦遊戲

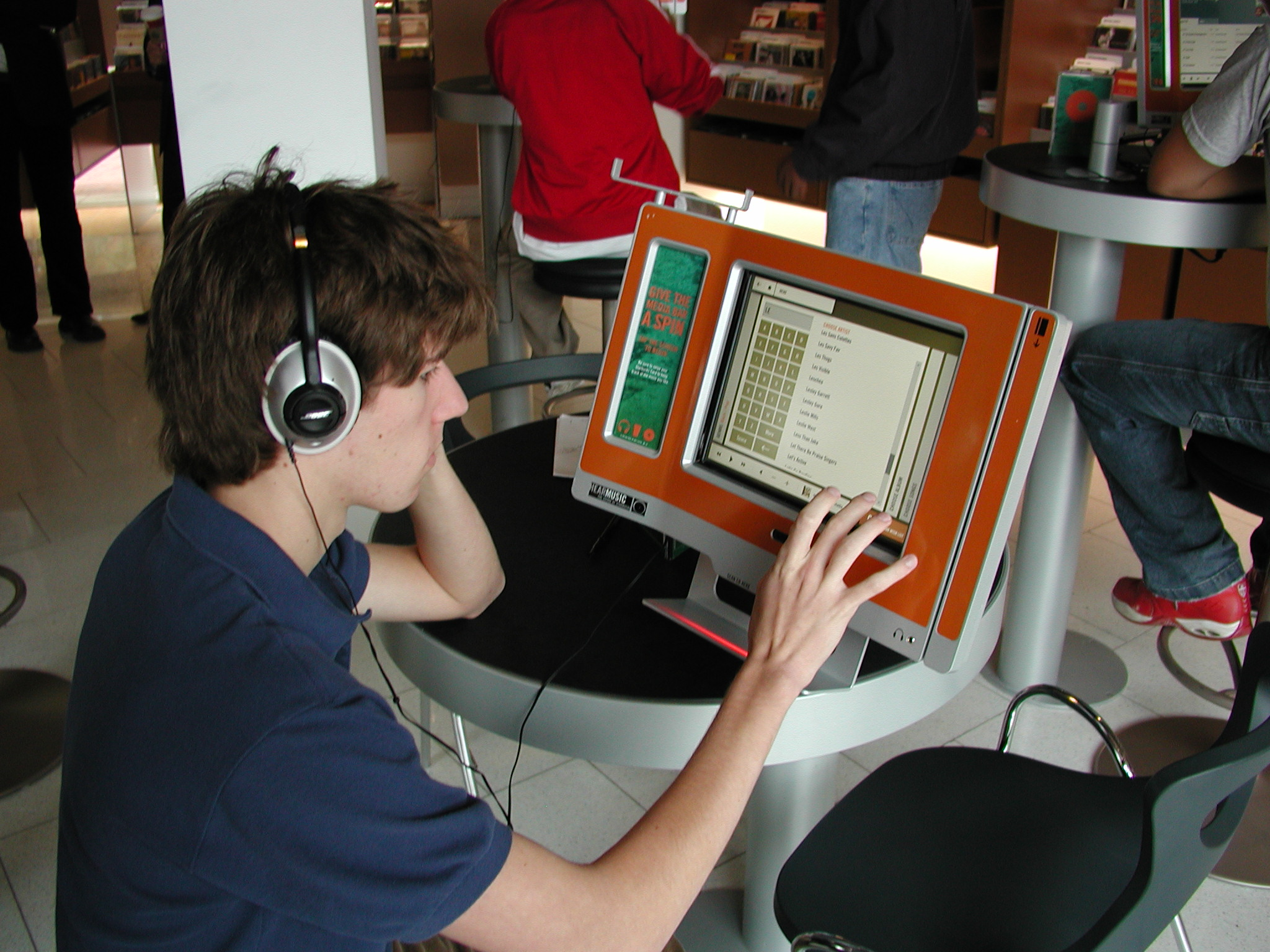
公用服務站

PC被很多人作為電腦遊戲機使用，不同於遊戲機，PC的硬件可以更換而且更新速度快，也因此有些電腦廠商因應此趨勢而推出電競電腦，亦即針對遊戲需求而組裝的電腦。儘管如此，遊戲的效果始終取決於對遊戲機的兼容度，多數遊戲機專用遊戲只為遊戲機作優化，而非為PC優化，不管PC硬件多先進，該類遊戲上始終不如遊戲機，不過隨著PC的發展，目前大部分多平臺的遊戲中，PC平台版本的遊戲在PC的硬體配置程度較優的情況下，遊戲的畫面幀率以及對遊戲的可修改性（如：修改MOD）上對比遊戲機有明顯的優勢。然而總體而言，PC用模擬器模擬遊戲機遊戲仍常較緩慢且體驗品質較差，因為PC並非該電視遊戲專用的遊戲機。Android也有PC模擬器，在PC操作上Android的操作類似PC，意外地兩者非常搭配。

### 多媒體設備
PC可擴展性使很多人利用PC作為家庭的多媒體系統，例如加裝電視卡、遙控器、5.1聲道音響，以及利用DVD、藍光光驅等代替專業的家庭劇院設備，以同時享受多種樂趣。

### 公用服務站
公共場所的公用資訊服務站很多也是用PC零件組裝生產，內載特製化過的作業系統和軟體，只能執行特定公共服務功能，例如向特定網路商訂票、訂機位、查資料，連線特定金融機構轉帳或金融服務等。

## 流行文化
- 2018年由The Irregular Corporation出品的電腦遊戲《PC Building Simulator》為一款以PC組裝為主題的電腦遊戲。